# Halichoeres insularis
Halichoeres insularis là một loài cá biển thuộc chi Halichoeres trong họ Cá bàng chài. Loài này được mô tả lần đầu tiên vào năm 1992.

## Từ nguyên
Tính từ định danh insularis trong tiếng Latinh có nghĩa là "ở đảo", hàm ý đề cập đến đảo Socorro (quần đảo Revillagigedo), nơi mà loài cá này lần đầu tiên được biết đến.

## Phạm vi phân bố và môi trường sống
H. insularis hiện chỉ được biết đến tại quần đảo Revillagigedo (México); tuy nhiên, phạm vi của loài này cũng có thể xuất hiện tại Rocas Alijos và đảo Guadalupe. H. insularis sống trên nền đáy cát và đá gần các rạn san hô ở độ sâu khoảng 5–20 m.

## Bị đe dọa
Hiện tượng El Niño và dao động phương Nam ngày càng tăng ở Đông Thái Bình Dương đã dẫn đến tình trạng nước quá ấm và nghèo dinh dưỡng trong thời gian dài, ảnh hưởng đến rất nhiều loài sinh vật sống ở vùng nước nông, đặc biệt ở các hòn đảo ngoài khơi. Bên cạnh đó, H. insularis có phạm vi nhỏ hẹp nên được xếp vào Loài sắp nguy cấp.

## Mô tả
H. insularis có chiều dài cơ thể lớn nhất được ghi nhận là 8 cm. Cá cái và cá con có màu nâu lục ở thân trên và trắng hơn ở thân dưới. Có một dải sọc trắng từ sau mắt kéo dài đến cuống đuôi, một dải zigzag màu nâu hoặc xanh lục nhạt kéo dài từ gốc vây ngực đến gốc vây đuôi và một sọc tương tự nhưng sẫm màu hơn nằm ở trên dải trắng. Mõm vàng nhạt. Các vây gần như trong suốt. Cá đực tương tự cá cái nhưng có thêm một dải màu vàng từ dưới mắt kéo dài đến cuống đuôi, dải sọc xanh óng dọc lưng và ửng đỏ hơn ở bụng. Trừ vây đuôi vàng nhạt, các vây còn lại hồng nhạt hoặc trong mờ.
Số gai ở vây lưng: 9; Số tia vây ở vây lưng: 12; Số gai ở vây hậu môn: 3; Số tia vây ở vây hậu môn: 12; Số tia vây ở vây ngực: 12; Số gai ở vây bụng: 1; Số tia vây ở vây bụng: 5; Số vảy đường bên: 26–27.